# 20 Jahre – Wir schaffen Deutsch.Land
20 Jahre – Wir schaffen Deutsch.Land ist das 17. Studioalbum von Frei.Wild, der Deutschrock-Band aus Brixen in der italienischen Provinz Bozen–Südtirol. Es erschien am 10. Dezember 2021 über das Label Rookies & Kings als Standard-Edition sowie als Boxset, inklusive u. a. neun Bonussongs.

## Musikstil und Inhalt
Das Album ist den Genres Deutschrock und Hard Rock zuzuordnen. Es sind vor allem schnelle, rockige Songs (z. B. Halbstark, laut und jung, Wirklich so im Arsch) enthalten, in denen die Band u. a. sich selbst und ihre Fans besingt. Daneben gibt es auch ein paar ruhigere Lieder (z. B. Schwarzer Septemberregen, 20 Jahre Seite an Seite). Das Stück Joanna an der Bar enthält zudem Ska-Elemente.

## Produktion
20 Jahre – Wir schaffen Deutsch.Land wurde von Frei.Wild-Sänger Philipp Burger in Zusammenarbeit mit den Musikproduzenten Jörg Wartmann und Alex Lysjakow produziert.

## Covergestaltung
Das Albumcover zeigt vier nackte Kleinkinder, welche die Bandmitglieder darstellen sollen und die gleichen Tattoos wie diese tragen. Vor den Intimbereichen der Kinder befindet sich der Titel Wir schaffen Deutsch.Land in Weiß-Schwarz, während im oberen Bereich des Covers die schwarzen Schriftzüge 20 Jahre und Frei.Wild stehen. Der Hintergrund ist weiß und grün gehalten.

## Titelliste
| #  | Titel                                        | Länge |
| -- | -------------------------------------------- | ----- |
| 1  | Einsame Töne – Intro 20 Jahre Frei.Wild      | 2:18  |
| 2  | Halbstark, laut und jung                     | 3:47  |
| 3  | Alarm im Proberaum                           | 3:42  |
| 4  | Joanna an der Bar                            | 3:33  |
| 5  | Heimat im Herzen und Neuland im Blut         | 3:37  |
| 6  | Wir schaffen Deutsch.Land                    | 3:28  |
| 7  | Wer wenn nicht wir LUAA                      | 3:29  |
| 8  | Mehr als eine Sünde                          | 4:04  |
| 9  | Schwarzer Septemberregen                     | 3:42  |
| 10 | Rookies and Kings                            | 3:19  |
| 11 | Nur Lieder die das Herz berühren             | 4:01  |
| 12 | Der König ist tot, es lebe der König         | 2:52  |
| 13 | Trotzdem weitergehen                         | 4:20  |
| 14 | Sieg und Sorgen                              | 3:08  |
| 15 | Gipfelstürmer                                | 3:59  |
| 16 | Verbrecher, Verlierer, Stalin und der Führer | 3:13  |
| 17 | Echo, Platin und Gold                        | 3:59  |
| 18 | Wirklich so im Arsch                         | 4:40  |
| 19 | Es ist Wahnsinn, es ist Liebe                | 3:43  |
| 20 | Freiheit, Freundschaft, Brüderlichkeit       | 3:18  |
| 21 | Verbietet meine Freunde                      | 3:47  |
| 22 | 20 Jahre Seite an Seite                      | 3:47  |

Bonussongs des Boxsets
| # | Titel                             | Länge |
| - | --------------------------------- | ----- |
| 1 | Heile mich, heile dich            | 3:51  |
| 2 | Über Leichen gehen                | 3:47  |
| 3 | Schwarze Rosen                    | 3:29  |
| 4 | Vergiss mein nicht, vermisse mich | 4:51  |
| 5 | Ich baue mir ein Denkmal          | 5:09  |
| 6 | Ich werde mich jetzt nicht ändern | 4:15  |
| 7 | In der Mitte stehe ich            | 3:56  |
| 8 | Alles auf Offbeat                 | 4:32  |
| 9 | Was dann kommt werden wir sehen   | 3:14  |

## Chartplatzierungen und Singles
20 Jahre – Wir schaffen Deutsch.Land stieg am 17. Dezember 2021 auf Platz eins der deutschen Albumcharts ein und konnte sich zwölf Wochen in den Top 100 platzieren. Es ist das siebte Nummer-eins-Album der Band. Darüber hinaus erreichte das Album auch die Chartspitze der deutschsprachigen Albumcharts sowie der Downloadcharts. Die deutschsprachigen Albumcharts führte die Band bereits mit dem neunten Album an, so oft wie kein anderer ausländischer Act. In Österreich erreichte das Album Position 15 und in der Schweiz Platz 16.
| ChartsChartplatzierungen | Höchstplatzierung | Wochen |
| ------------------------ | ----------------- | ------ |
| Deutschland (GfK)        | 1 (12 Wo.)        | 12     |
| Österreich (Ö3)          | 15 (1 Wo.)        | 1      |
| Schweiz (IFPI)           | 16 (2 Wo.)        | 2      |

| ChartsJahrescharts (2022) | Platzierung |
| ------------------------- | ----------- |
| Deutschland (GfK)         | 19          |

Am 21. Mai 2021 wurde der Song Halbstark, laut und jung als erste Single veröffentlicht, am 4. Juni folgte die zweite Auskopplung Alarm im Proberaum, bevor am 16. Juli 2021 die dritte Single Wir schaffen Deutsch.Land erschien. Am 27. August wurde die vierte Auskopplung Schwarzer Septemberregen veröffentlicht und am 22. Oktober erschien das Lied Trotzdem weitergehen. Die letzte Single Verbrecher, Verlierer, Stalin und der Führer folgte am 3. Dezember 2021. Neben Musikvideos zu den Singles wurden auch Videos zu den Songs Wirklich so im Arsch, Es ist Wahnsinn, es ist Liebe, 20 Jahre Seite an Seite, Schwarze Rosen und Vergiss mein nicht, vermisse mich veröffentlicht.

## Rezeption
| Professionelle Bewertungen | Professionelle Bewertungen |
| Kritiken                   | Kritiken                   |
| Quelle                     | Bewertung                  |
| -------------------------- | -------------------------- |
| laut.de                    | [ 8 ]                      |

Manuel Berger von laut.de bewertete 20 Jahre – Wir schaffen Deutsch.Land mit zwei von fünf Punkten. Das Album enthalte „ein paar härtere, manchmal sogar metallische Riffs,“ aber auch schlagereske Momente, wobei die Band „über das gesamte Album hinweg ihr Image pflege“ und der „gewollt ungeschliffene Sound ebenso zum Konzept“ gehöre, „wie ihre Stammtisch-Lyrik.“ Letztendlich sei das Album „künstlerisch genauso langweilig geraten wie die Vorgänger.“

## Wiederveröffentlichung
Am 16. Dezember 2022 wurde das Album in einer erweiterten Fassung als Best Of – Wir schaffen Deutsch.Land – Studio + Live + Piano Recordings wiederveröffentlicht. Diese Version enthält neben dem Studioalbum noch das Album Live in Dresden und eine Pianoversion von 20 Jahre – Wir schaffen Deutsch.Land.
Nach Wiederveröffentlichung stieg das Album erneut für eine Woche in die Charts ein und erreichte Platz zwei.